# Lista de deputados estaduais do Pará da 2.ª legislatura
Essa é uma lista de deputados estaduais do Pará eleitos para o período 1951-1955. 37 Deputados.

## Composição das bancadas
| Partido | Líder                     | Bancada | Posição  |
| ------- | ------------------------- | ------- | -------- |
| PSD     | Joaquim Lobão da Silveira | 18 / 37 | Oposição |
| PSP     | Aldebaro Klautau          | 9 / 37  | Governo  |
| UDN     | Wilson Amanajás           | 4 / 37  | Governo  |
| PTB     | Romeu Ferreira            | 4 / 37  | Oposição |
| PST     | Humberto Pinheiro         | 1 / 37  | Governo  |
| PL      | Paulo Itaguaí da Silva    | 1 / 37  | Governo  |

## Deputados estaduais
| Número | Deputados estaduais eleitos           | Partido | Votação | Percentual | Cidade onde nasceu | Unidade federativa |
| 22441  | Abel Martins e Silva                  | UDN     | 2.415   | 1,27%      | Belém              | Pará               |
| 46900  | Abel Nunes de Figueiredo              | PSP     | 2.166   | 1,14%      | Soure              | Pará               |
| 41330  | Acindino Pinheiro de Campos           | PSD     | 2.970   | 1,57%      | Curuçá             | Pará               |
| 46895  | Aldebaro Cavaleiro de Macedo Klautau  | PSP     | 3.182   | 1,68%      | Belém              | Pará               |
| 41948  | Américo Pereira Lima                  | PSD     | 3.493   | 1,84%      | Juruti             | Pará               |
| 14205  | Antônio Hamilton Imbiriba da Rocha    | PTB     | 1.116   | 0,59%      | Santarém           | Pará               |
| 22653  | Armando Dias Mendes                   | UDN     | 2.151   | 1,13%      | Belém              | Pará               |
| 46668  | Augusto Pereira Correia               | PSP     | 5.237   | 2,77%      | Santarém           | Pará               |
| 41875  | Carlos Vitor Marques de Menezes       | PSD     | 2.544   | 1,34%      | Breves             | Pará               |
| 46538  | Cléo Bernardo de Macambira Braga      | PSP     | 4.760   | 2,51%      | Santarém           | Pará               |
| 22591  | Clóvis Ferro Costa                    | UDN     | 4.508   | 2,38%      | Passagem Franca    | Maranhão           |
| 14744  | Efraim Ramiro Bentes                  | PTB     | 1.097   | 0,58%      | Paragominas        | Pará               |
| 46412  | Fernando Rebelo Magalhães             | PSP     | 2.360   | 1,24%      | Tucuruí            | Pará               |
| 41756  | Francisco Maria Bordalo               | PSD     | 3.649   | 1,93%      | Cametá             | Pará               |
| 41827  | Francisco Pereira Brasil              | PSD     | 2.952   | 1,56%      | Altamira           | Pará               |
| 52702  | Humberto Pinheiro de Vasconcelos      | PST     | 5.018   | 2,65%      | Barcarena          | Pará               |
| 41396  | João de Paiva Menezes                 | PSD     | 4.453   | 2,35%      | Belém              | Pará               |
| 41984  | João Ismael Nunes de Araújo           | PSD     | 4.660   | 2,46%      | São Félix do Xingu | Pará               |
| 41849  | João Pires Camargo                    | PSD     | 4.037   | 2,13%      | Abaetetuba         | Pará               |
| 41593  | Joaquim Lobão da Silveira             | PSD     | 3.700   | 1,95%      | Bragança           | Pará               |
| 41292  | José Cardoso da Cunha Coimbra         | PSD     | 2.502   | 1,32%      | Bragança           | Pará               |
| 41531  | José Manuel Reis Ferreira             | PSD     | 3.626   | 1,91%      | Tailândia          | Pará               |
| 14526  | José Maria Lins de Vasconcelos Chaves | PTB     | 2.712   | 1,43%      | Moju               | Pará               |
| 46609  | José Oscar Mendonça Vergolino         | PSP     | 2.418   | 1,27%      | Cametá             | Pará               |
| 41961  | Líbero Luxardo                        | PSD     | 4.125   | 2,18%      | Sorocaba           | São Paulo          |
| 46375  | Licurgo de Freitas Peixoto            | PSP     | 2.718   | 1,43%      | São Félix do Xingu | Pará               |
| 41527  | Lindolfo Marques Mesquita             | PSD     | 5.166   | 2,73%      | Castanhal          | Pará               |
| 42403  | Paulo Itaguai da Silva                | PL      | 3.154   | 1,66%      | Marituba           | Pará               |
| 41275  | Pedro Pinheiro Pais                   | PSD     | 2.383   | 1,26%      | Abaetetuba         | Pará               |
| 14758  | Romeu Ferreira dos Santos             | PTB     | 869     | 0,45%      | Parauapebas        | Pará               |
| 41298  | Rosa de Carvalho Rebelo Pereira       | PSD     | 4.700   | 2,48%      | Belém              | Pará               |
| 41223  | Rui de Figueiredo Mendonça            | PSD     | 2.595   | 1,37%      | Ananindeua         | Pará               |
| 46863  | Rui Barata                            | PSP     | 4.002   | 2,11%      | Santarém           | Pará               |
| 41851  | Rui Nelson de Parijós                 | PSD     | 4.985   | 2,63%      | Cametá             | Pará               |
| 41763  | Sílvio Meira                          | PSD     | 3.883   | 2,05%      | Belém              | Pará               |
| 46532  | Sílvio Leopoldo de Macambira Braga    | PSP     | 2.108   | 1,11%      | Belém              | Pará               |
| 22727  | Wilson Pedrosa Amanajás               | UDN     | 2.420   | 1,28%      | Marabá             | Pará               |